# Distretto di Jászapáti
Il distretto di Jászapáti (in ungherese Jászapáti járás) è un distretto dell'Ungheria, situato nella provincia di Jász-Nagykun-Szolnok.